# 240/260系列柴油机
240/260系列柴油机是由中国北京二七机车车辆工厂（今中车北京二七机车）开发研制的四冲程、水冷式、直接喷射、开式燃烧室、废气涡轮增压、大功率中速柴油机产品系列，气缸直径为240毫米，活塞行程为260毫米。12V240ZJ型柴油机该系列的第一个型号，由二七工厂于1968年开始设计，在完成 100小时可靠性和500小时耐久性试验之后 , 于1974年通过鉴定并投入批量生产，装用在北京型液力传动柴油机车上。此后，12V240ZJ型柴油机的各种改进型还被用于东风7型、东风7B型、GK1E型柴油机车。

## 发展历史

### 16V240Z
240/260系列柴油机的历史可追溯至1959年开始研制的16V240Z型柴油机（不应与大连机车车辆厂研制的16V240ZJ型柴油机混肴）。1959年8月，长辛店机车车辆工厂、铁道部科学研究院、天津动力机厂共同组成柴油机设计组，同年9月底完成了16V240Z型柴油机的初步设计，技术指标为16气缸、气缸内径240毫米、活塞行程270毫米、标定功率3000马力（2200千瓦）。1960年初，长辛店机车车辆工厂成立大功率内燃机车领导小组，并提出了3000马力电力传动干线货运柴油机车的设计建议书，并开始16V240Z型柴油机的试制工作。1961年10月，首先制成双缸试验机，并送往铁科院环形铁道试验站进行各项性能试验。1964年9月，第一台16V240Z型柴油机样机完成组装。由于涡轮增压器落后于整体研制进度，因此首先利用一台原用于米格-17战斗机的克里莫夫VK-1型涡喷发动机，借用发动机的涡轮进行高增压模拟试验。随后，为16V240Z型柴油机配套的TZ-400型涡轮增压器研制成功，柴油机样机经平台试验达到了3000马力标定功率的设计目标。

### 12V240ZJ

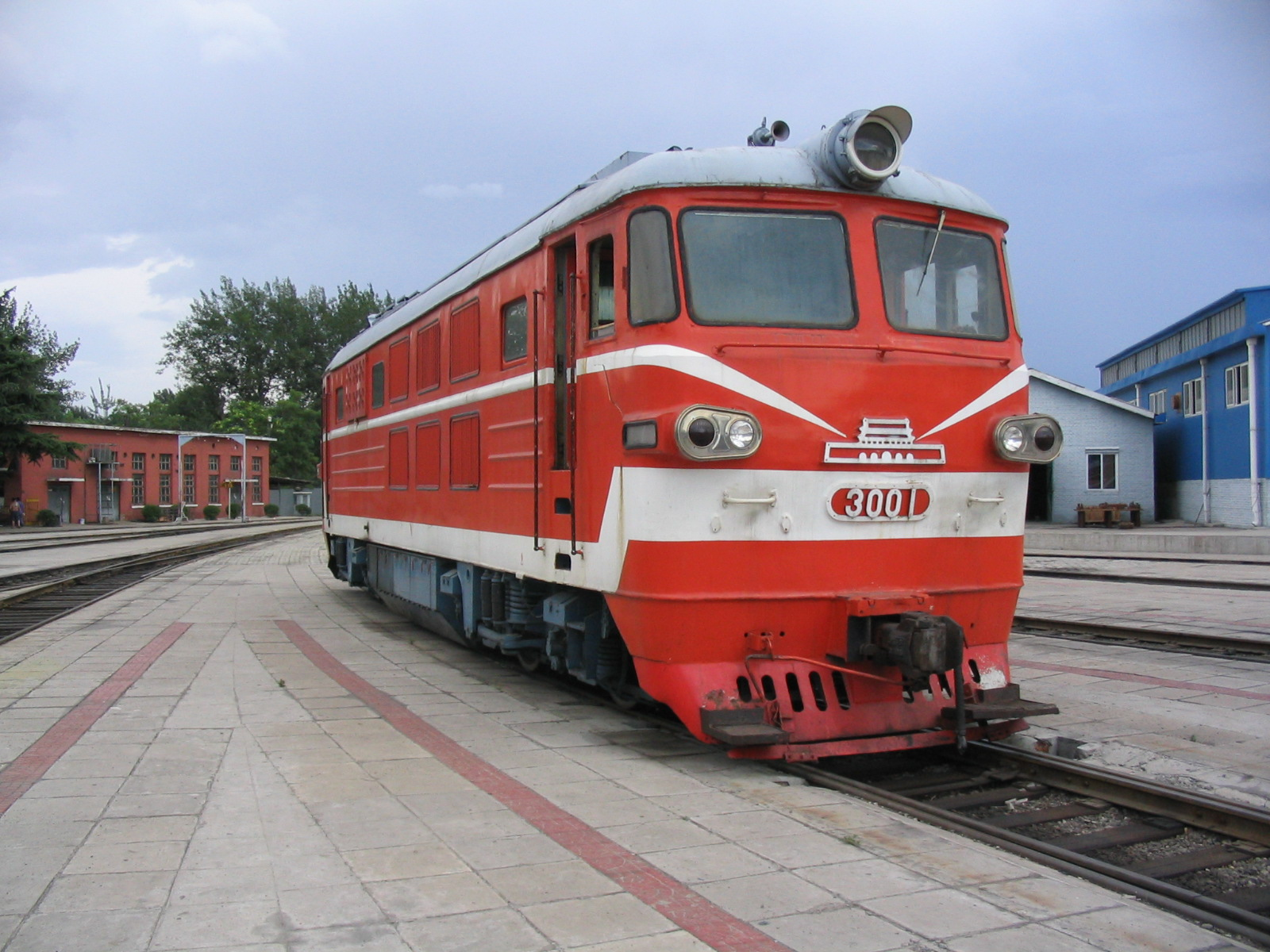
北京型3001号机车

1960年代后期，随着机车柴油机的技术进步和功率提升，16V240Z型柴油机与国外同类型柴油机相比已相对落后。1968年10月，北京二七机车车辆工厂与铁科院机辆所组成临时设计小组，对16V240Z型柴油机全面修改设计，将16气缸机型改为12气缸，缸径仍保持240毫米，活塞行程改为260毫米，功率等级仍然为3000马力（2200千瓦），额定转速由每分钟1000转提高至1100转，修改设计后的机型称之为12V240ZJ型柴油机。1969年7月15日，第一台12V240ZJ型柴油机在二七工厂完成组装，随后又完成了第二台柴油机，并在北京环形铁道进行试验。1970年，前两台12V240ZJ型柴油机经改进后装用于6000马力的北京型6001号干线货运柴油机车，成为当时世界上单节功率最大的液力传动柴油机车。1970年10月至1971年8月，二七工厂根据国务院总理周恩来关于“进京旅客列车不冒黑烟”的指示，设计试制了首台3000马力的北京型3001号干线客运柴油机车，机车装用一台12V240ZJ型柴油机并配一套液力传动装置。
1972年元旦，周恩来听取二七工厂党委书记汇报柴油机试验情况后，作出“燃烧状况要好好试，要集中力量打歼灭战，要搞好协作，争取早日过关”的指示。到1972年9月为止，二七工厂已先后试制了8台12V240ZJ型柴油机。当时该型柴油机在燃烧性能方面最初暴露的主要问题，包括燃烧压力高、排气温度高、排气冒黑烟的“两高一黑”，第一台柴油机在每分钟1100转、3000马力的工况下，排气温度高达680℃，爆发压力高达140公斤/厘米2，同时排出大量黑烟甚至拖有长达1米的火苗。此外，柴油机零部件结构方面亦存在气缸套拉伤、连杆瓦和主轴瓦剥离烧损、气缸盖和活塞裂纹、机油稀释等问题。1972年起，北京二七机车车辆工厂与铁科院机辆所、大连内燃机车研究所、戚墅堰机车车辆工艺研究所、北京大学等单位合作，针对柴油机的各项问题进行了大量理论研究和改进试验工作，特别是直接造成“两高一黑”的燃料喷射系统、配气系统和增压系统，例如缩小燃油喷头喷孔直径、调整喷油泵凸轮和喷油规律、改善气门重叠角和配气相位、采用两台45GP805型增压器（脉冲增压）取代TZ-330型增压器（定压增压）。同时，亦对喷油泵、喷油器、水泵、机油泵、极限调速器、气缸盖流道分别进行性能试验。为了提高柴油机的运用可靠性，二七工厂提出以小时功率3300马力为设计目标，并首先按2700马力装车运用，经进一步强化后按3000马力装车运用。
1973年，根据国家关于六大干线迅速实现牵引动力内燃化的方针，以及铁道部关于柴油机尽早定型生产而又不要把问题带到批量生产中的要求，二七工厂提出“大干1974，1975定转产”的目标，要求设计人员立即下车间，与车间工艺、检查人员组成试制小组，必须严格按图纸加工并实施质量管理，不及格零件不得流入下道工序。1974年3月30日，二七工厂制成了作为定型样机的第九台12V240ZJ型柴油机。同年4月30日，柴油机顺利通过了性能试验和100小时连续运转试验。1974年5月至6月，柴油机完成了500小时耐久性试验。试验结果证明，该柴油机的性能比前八台样机有了长足的进步，使柴油机在每分钟1100转、3000马力的工况下，排气温度下降到570℃，爆发压力降至129公斤/厘米2，基本消除了“两高一黑”现象。同年7月，二七工厂完成编写《12V240ZJ柴油机试验报告》，为部级鉴定作好准备。时任副总理李先念阅毕试验简报后批示，“送秋里、谷牧、宝华并交通部、北京市同志阅。应予支持。产品定型后，可否形成生产线？协作要定点，靠交通部本身来解决协作问题，或者主要靠北京市来解决。这样可把北京市整个工业促进一下。一旦形成生产线，就可以成批生产。交通部是否同意这样办？……但必须在已取得成绩的基础上，千方百计提高质量”。
1974年9月，交通部在二七工厂召开了12V240Z型柴油机技术鉴定会，并对柴油机启动、曲轴扭振、机车运用特性、交变负荷、超负荷、速度特性等进行抽查试验，至9月22日所有试验顺利结束，与会代表一致认为柴油机技术参数的选择、结构和总体布置是合理的，主要经济技术指标达到了设计任务书的要求，其中燃油消耗等指标达到了国外同类机型的先进水平，同意柴油机定型并进行批量生产。随后，李先念于柴油机鉴定简报上再次批示：“送交通部、杨寿山同志阅：二七厂搞的柴油机已成功，这是一件好事。交通部、北京市要大力支持。并望二七厂在批量生产时注意提高质量，即使有点缺点也不要紧，再改进”。1974年12月，二七工厂完成试制经过改良的北京型3003号机车，装用正式定型的12V240Z型柴油机和新的液力传动箱。
从1974年10月起，二七工厂开始对12V240Z型柴油机进行第二阶段的改进试验，目的是进一步提高柴油机强化系数和功率，最终达到小时功率3300马力、持续功率3000马力的设计目标，并要求爆发压力不超过135公斤/厘米2，总管排气温度不超过650℃，增压器转速不超过每分钟26500转。除了采用大连内燃机车研究所研制的高压比1102型增压器，还对喷油装置的参数作出调整以降低爆发压力。1978年1月，12V240Z型柴油机完成了强化功率100小时连续运转试验，试验结果显示柴油机的技术经济性能得到进一步提升，在小时功率3300马力、持续功率3000马力的工况下，燃油消耗率分别为152克/马力小时和153克/马力小时；在小时功率3000马力、持续功率2700马力的工况下，燃油消耗率比1974年定型试验下降约5克/马力小时。其他扭振、烟度、爆发压力、进气流量等参数亦比1974年定型试验有所改善。1978年10月，奥地利李斯特内燃机及测试设备公司应中国铁道部邀请访问北京二七机车车辆工厂，并对12V240Z型柴油机的结构设计和强化试验作全面评价，李斯特公司的专家认为该型柴油机的主要技术性能指标已达到世界先进水平，并且还有进一步提高功率的余地。

### 12V240ZJ1
1980年6月7日，铁道部向北京二七机车厂下达了《关于东风7型调车内燃机车设计任务书的通知》，开始研制装车功率为2,000马力的重型调车机车。二七工厂在12V240Z型柴油机的基础上设计了12V240ZJ1型柴油机。1981年1月，二七机车厂对12V240ZJ1型柴油机先后进行了增压配套试验、起动试验和调速性能试验，并根据对比试验结果决定选用无锡动力机厂的261P-13型增压器。1981年12月，12V240ZJ1型柴油机通过了性能试验和100小时连续运转试验。装用12V240ZJ1型柴油机的东风7型柴油机车于1982年面世，1984年通过部级鉴定并获批准投入批量生产。
该型柴油机的结构和性能与北京型柴油机车所使用的12V240ZJ型柴油机基本相同，只是在机座、联轴节、增压器和部分管路等作出一些改动，并调整了工作转速和压缩比参数。与12V240ZJ型柴油机相比，12V240ZJ1型柴油机的标定转速由每分钟1,100转降低到1,000转，装车功率由2,700马力（1,990千瓦）降低到2,000马力（1,470千瓦），以提高柴油机的耐久性和可靠性；为提高机车在低负荷工况时的经济性，在柴油机热负荷允许条件下提高了最大燃烧压力，降低空转转速，并增设空转节油挡使最低负荷转速与空转转速分开，定为每分钟400转。
柴油机机体采用钢板焊接结构，V形夹角下部设有进气稳压箱和冷却活塞的机油管道。柴油机并采用钢顶铝裙振荡冷却组合式活塞、合金钢全纤维锻压悬挂式曲轴、蠕墨铸铁整体铸造汽缸盖、合金钢锻压主副式连杆、单体式喷油泵。柴油机采用脉冲增压系统，V形夹角上部设有两台ZN261-13型涡轮增压器。柴油机采用由步进电机驱动的无级调速联合调节器。UIC标定功率为2,200马力（1,620千瓦），装车功率为2,000马力（1,470千瓦）。标定工况下的主缸平均有效压力为1.370兆帕（每平方厘米13.97公斤），标定工况运转时的燃油消耗量为155克/有效马力·小时（211克/有效千瓦·小时）。

### 12V240ZJ5／12V240ZJ7
因考虑到山区和丘陵地带的铁路线路坡度较大，并且使机车适应干线小运转和支线运输的需要，北京二七机车厂于1989年决定在东风7型柴油机车的基础上，开发研制具备电阻制动装置的东风7B型柴油机车。与前者相比，东风7B型机车改为装用一台12V240ZJ-5型柴油机，装车功率由2,000马力（1,470千瓦）提高到2,500马力（1,840千瓦）。1992年，北京二七机车厂根据铁道部提出的要求，对东风7B型调车机车在车体、电气、辅助系统、管路及设备等方面，进行局部改进设计以适应干线货运的需要，并于同年年底试制成东风7B型6001号及6002号干线货运机车，并于1993年3月投入小批量生产。干线货运型机车的主要改动为换装了12V240ZJ7型柴油机和ZN261-13B型增压器。
12V240ZJ5／12V240ZJ7型柴油机的额定转速为每分钟1,000转，最低空载转速为每分钟400转，标定工况下的主缸平均有效压力为1.370兆帕（每平方厘米13.97公斤），UIC标定功率为2,740马力（2,020千瓦），装车功率为2,500马力（1,840千瓦），标定工况运转时的燃油消耗量为155克/有效马力·小时（211克/有效千瓦·小时）。12V240ZJ5型柴油机使用江津增压器厂的ZN248型增压器（江津增压器厂以许可证方式引进瑞士ABB公司专利而生产的国产化VTC 214型增压器），而12V240ZJ-7型柴油机使用无锡动力机厂的ZN261-13B型增压器。

## 参看
- 240/275系列柴油机
- 北京型柴油机车